# Kirchberg an der Pielach
Kirchberg an der Pielach – gmina targowa w Austrii, w kraju związkowym Dolna Austria, w powiecie St. Pölten-Land. Liczy 3 130 mieszkańców (1 stycznia 2014).